# Mikołaj Ossoliński (starosta wojnicki)
Mikołaj Ossoliński herbu Topór (zm. 1653) – dworzanin królewski (w r. 1646), elektor z województwa ruskiego (1648).
Syn Andrzeja Ossolińskiego (zm. 1616) – żupnika ziem ruskich, i matki Anny Drohojowskiej. Wychowany jako kalwinista, zapewne po 1616 przeszedł na katolicyzm. 
Ożeniony z Katarzyną Zuzanną Wieszczycką (zm. 1650). Miał z nią syna - starostę wojnickiego (1660) i cześnika podolskiego (w 1685) – Franciszka Jerzego (zm. pomiędzy 1685 a 1690 r.) – ożenionego po 1655 r. z Teresą Proską, a po 1659 z córką bogatego kupca ormiańskiego - Teresą Hadziewicz. Pod koniec życia na jego synu ciążył wyrok banicji.
Mikołaj Ossoliński przebywał jako dworzanin dworze króla w 1646. Zmarł w 1653 r.

## Źródła
- S.K.Kossakowski; Monografie historyczno-genelogiczne niektórych rodzin polskich. Warszawa 1862,t.2.
- Włodzimierz Dworzaczek, Genealogia, tablica t.144
- Teodor Żychliński Herbarz 23